# Софийско-пловдивски епископ
Софийско-пловдивски епископи, архиепископи и викарии:
Епископи на Софийската епархия със седалище в Чипровци
1. Петър Солинат (Петър Злойутрич (Буди), 1601-1623)
- Sede vacante (1623-1624)

2. Илия Маринов Маринич(1624-1641)
Архиепископи на Софийската архиепархия със седалище в Чипровци
3. Петър Богдан Бакшев (1647-1674)
- Sede vacante (1674-1677)

4. Стефан Княжевич (1677-1691)
- Sede vacante (1691-1699)

Архиепископи на Софийско-Пловдивската архиепархия със седалище в Пловдив
5. Павел Йошич (1699-1719)
- Sede vacante (1719-1723) - отец Михаил Добромиров – апостолически викарий

6. Марко Андрияши (1723-1728)
- Sede vacante (1728-1729)

7. Михаил Добромиров (1729-1738)
- Sede vacante (1738-1742)

8. Никола Радовани (1742-1754)
9. Бенедикт Цуцари (1754-1756)
- Sede vacante (1756-1759)

Викарии на Софийско-Пловдивския апостолически викариат със седалище в Пловдив
10. Йосиф Родовани (1759 -1763)
- Sede vacante (1763-1767)

11. Георги Радовани (1767-1773)
12. Павел Гайдаджийски (1773-1776)
13. Петър Ковачев (1776-1795)
- Sede vacante (1795-1809)

14. Георги Тунов (1799-1809)
- Sede vacante (1809-1811)

15. Андрея Тунов (1811-1835)
16. Иван Фортнер (1835-1836)
17. Иван Птачек (1836-1840)
18. Петър Касев (1840-1841)
19. Андреа Канова (1841-1866)
- Sede vacante (1866-1868)

20. Франческо Доменико Рейнауди (1868-1885)
21. Роберто Менини (1885-1916)
22. Винкенти Пеев (1916-1941)
- Sede vacante (1941-1942)

23. Иван Романов (1942-1953)
- Sede vacante (1953-1959) – отец Франц Пъчев – апостолически администратор

24. Симеон Коков (1960-1974) – провикарий
- Sede vacante (1974-1975)

25. Богдан Добранов (1975-1979)
Епископи на Софийско-Пловдивската епархия със седалище в Пловдив
25. Богдан Добранов (1979-1983)
- Sede vacante (1983-1995)

- отец Петър Изамски – апостолически администратор (1983-1988)

- монс. Георги Йовчев - апостолически администратор (1988-1995)
26. Георги Йовчев (1995-2025)